# Hamchako
Hamchako  ist eine Siedlung auf der Komoreninsel Anjouan im Indischen Ozean.

## Geografie
Der Ort liegt am Südzipfel von Anjouan zusammen mit Salapouani. Südwestlich liegt der Strand Chiroroni, einer der südlichsten Punkte der Komoren (چیرورونی, ⊙).
Von der Siedlung verlaufen in zwei Schluchten die Bäche Bakomatsatsi und Ankongoua nach Süden ans Meer.

## Klima
Nach dem Köppen-Geiger-System zeichnet sich Hamchako durch ein tropisches Klima mit der Kurzbezeichnung Am aus. Die Temperaturen sind das ganze Jahr über konstant und liegen zwischen 20 °C und 25 °C.